# Miss Mundo 1999
Miss Mundo 1999, la 49.ª edición del concurso Miss Mundo, se llevó a cabo en el Olympia Hall de Londres (Reino Unido) el 4 de diciembre.
Representantes provenientes de noventa y cuatro países y territorios compitieron por el título. Al final del evento, Miss Mundo 1998, Linor Abargil de Israel, coronó como su sucesora a Yukta Mookhey de la India. Es la cuarta victoria de la India, después de las de 1966, 1994 y 1997.

## Resultados
| Posición                | Candidata |
| ----------------------- | --- |
| Miss Mundo 1999         | - India - Yukta Mookhey |
| Primera finalista       | - Venezuela - Martina Thorogood |
| Segunda finalista       | - Sudáfrica - Sonia Raciti |
| Finalistas (Top 5)      | - Israel - Genny Chervoney - Liberia - Sebah Tubman                                                                                       |
| Semifinalistas (Top 10) | - Croacia - Ivana Petkovic - Estonia - Karin Laasmäe - Noruega - Anette Haukaas - España - Lorena Bernal - Estados Unidos - Natasha Allas |

### Reinas continentales
| Continente     | Candidata                       |
| -------------- | ------------------------------- |
| África         | - Sudáfrica - Sonia Raciti      |
| América        | - Venezuela - Martina Thorogood |
| Asia y Oceanía | - India - Yukta Mookhey         |
| Caribe         | - Jamaica - Desiree Depass      |
| Europa         | - Israel - Genny Chervoney      |

## Jueces
- Eric Morley
- Louis Grech
- Luciana Giménez
- Linda Pétursdóttir
- Dean Cain
- Eddie Irvine
- Terry O'Neill
- Lennox Lewis
- Wilnelia Merced, actriz, modelo puertorriqueña; Miss Mundo 1975.

## Premio Especial
- Vestido de noche Mejor Diseñado: Genny Chervoney - Israel

## Candidatas
94 candidatas concursaron por el título de Miss Mundo 1999.
(En la lista se utiliza su nombre completo, los sobrenombres van entrecomillados y los apellidos utilizados como nombre artístico, entre paréntesis; fuera de ella se utilizan sus nombres «artísticos» o simplificados).
| País/Territorio                      | Candidata                           | Edad | Residencia    |
| ------------------------------------ | ----------------------------------- | ---- | ------------- |
| Alemania                             | Susan Höcke (Hoecke)                | 18   | Berlín        |
| Angola                               | Lorena Silva                        | 21   |               |
| Argentina                            | Denisse Verónica Barrionuevo        | 20   |               |
| Aruba                                | Cindy Vanessa Cam Lin Martinus      | 19   |               |
| Australia                            | Nalishebo Kay Gaskell               | 21   |               |
| Austria                              | Sandra Kölbl                        | 20   |               |
| Bahamas                              | Mary Watkins                        | 17   |               |
| Bangladés                            | Tania Rahman Tonni                  | 19   |               |
| Bélgica                              | Brigitta Callens                    | 18   |               |
| Bolivia                              | Ana Raquel Rivera Zambrana          | 21   |               |
| Bosnia y Herzegovina                 | Samra Begović                       | 19   |               |
| Botsuana                             | Alimah Isaacs                       | 20   |               |
| Brasil                               | Paula de Souza Carvalho             | 18   |               |
| Bulgaria                             | Violeta Slavcheva Zdravkova         | 22   |               |
| Canadá                               | Mireille Eid                        | 23   |               |
| Chile                                | Lissette Pilar Sierra Ocayo         | 24   |               |
| Chipre                               | Sofía Georgiou                      | 18   | Limasol       |
| Colombia                             | Mónica Elizabeth Escolar Danko      | 21   |               |
| Corea del Sur                        | Na-na Han                           | 21   |               |
| Costa Rica                           | Fiorella Martínez Martínez          | 23   | San José      |
| Croacia                              | Ivana Petkovic                      | 18   | Zagreb        |
| Ecuador                              | Sofía Moran Trueba                  | 19   |               |
| Escocia                              | Stephanie Norrie                    | 20   |               |
| Eslovaquia                           | Andrea Veresova                     | 19   |               |
| Eslovenia                            | Neda Gacnik                         | 19   |               |
| España                               | Lorena Raquel Bernal Pascual        | 18   | Tallin        |
| Estados Unidos                       | Natasha Heather Allas               | 25   | Los Ángeles   |
| Estonia                              | Karin Laasmäe                       | 19   | San Sebastián |
| Filipinas                            | Lalaine Bognot Edson                | 22   | Manila        |
| Finlandia                            | Maria Laamanen                      | 18   |               |
| Francia                              | Sandra Bretones                     | 18   |               |
| Gales                                | Clare Marie Daniels                 | 20   |               |
| Ghana                                | Mariam Sugru Bugri                  | 19   |               |
| Gibraltar                            | Abigail García                      | 22   |               |
| Grecia                               | Evangellia “Evi” Vatidou            | 23   |               |
| Guatemala                            | Ana Beatriz González Scheel         | 20   |               |
| Guyana                               | Indra Changa                        | 20   |               |
| Países Bajos                         | Ilona Marilyn van Veldhuisen        | 22   |               |
| Honduras                             | Irma Waleska Quijada Henríquez      | 23   |               |
| Hong Kong                            | Marsha Yuan Hu-Ma                   | 22   |               |
| Hungría                              | Erika Dankai                        | 22   |               |
| Islandia                             | Katrin Rós Baldursdóttir            | 18   |               |
| Islas Caimán                         | Mona Lisa Tatum                     | 22   | George Town   |
| Islas Vírgenes de los Estados Unidos | Shani Afua Smith                    | 17   |               |
| India                                | Yukta Mookhey                       | 20   | Bombay        |
| Irlanda                              | Emir-Maria Holohan Doyle            | 19   |               |
| Israel                               | Jenny Chervoney                     | 18   | Asdod         |
| Italia                               | Gloria Nicoletti                    | 19   |               |
| Jamaica                              | Desiree Depass                      | 20   |               |
| Japón                                | Aya Mitsubori                       | 23   |               |
| Kazajistán                           | Assel Issabayeva                    | 19   |               |
| Kenia                                | Esther Muthoni Muthee               | 24   |               |
| Letonia                              | Evija Rucevska                      | 20   |               |
| Líbano                               | Norma Elias Naoum                   | 22   |               |
| Liberia                              | Sebah Esther Tubman                 | 21   | Monrovia      |
| Lituania                             | Renata Mackeviciute                 | 19   |               |
| Madagascar                           | Tantely Naina Ramonjy               | 19   |               |
| Malasia                              | Jaclyn Lee Tze Wey                  | 24   |               |
| Malta                                | Catharine Attard                    | 21   |               |
| México                               | Danette Velasco Bataller            | 21   |               |
| Nepal                                | Shweta Singh                        | 19   |               |
| Nigeria                              | Agustín Iruviere                    | 22   |               |
| Noruega                              | Annette Haukaas                     | 20   | Trondheim     |
| Nueva Zelanda                        | Coralie Anne Warburton              | 20   |               |
| Panamá                               | Jessenia Ivonne Casanova Reyes      | 24   |               |
| Paraguay                             | Mariela Candia Ramos                | 18   |               |
| Perú                                 | Wendy Monteverde de la Torre        | 19   |               |
| Polonia                              | Marta Kwiecień                      | 20   |               |
| Portugal                             | Joana Ines Texeira                  | 20   |               |
| Puerto Rico                          | Arlene Torres Torres                | 21   |               |
| Reino Unido                          | Nicola Willoughby                   | 18   |               |
| República Checa                      | Helena Houdova                      | 19   |               |
| República Dominicana                 | Luz Margarita Cecilia García Guzmán | 22   | Moca          |
| Rumania                              | Nicoleta Lucia Luciu                | 21   |               |
| Rusia                                | Elena Viktorovna Efimova            | 23   |               |
| Sint Maarten                         | Ifelola Badejo                      | 18   |               |
| Seychelles                           | Anne-Mary Jorre de St. Jorre        | 18   |               |
| Singapur                             | Audrey Quek Ai Woon                 | 24   |               |
| Sudáfrica                            | Sonia Raciti                        | 21   | Estcourt      |
| Sri Lanka                            | Dilumini de Alwis Jayasinghe        | 22   |               |
| Suecia                               | Jenny Louise Torsvik                | 23   |               |
| Suiza                                | Anita Buri                          | 21   |               |
| Suazilandia                          | Colleen Tullonen                    | 18   |               |
| Tahití                               | Manoa Froge                         | 19   |               |
| Tailandia                            | Kamala “Ning” Kamphu na Ayutthaya   | 21   |               |
| Tanzania                             | Hoyce Anderson Temu                 | 21   |               |
| Trinidad y Tobago                    | Sacha Anton                         | 24   |               |
| Turquía                              | Ayşe Hatun Önal                     | 23   |               |
| Ucrania                              | Olga Savinskaya                     | 20   |               |
| Uruguay                              | Katherine Gonzalves Pedrozo         | 21   |               |
| Venezuela                            | Martina Thorogood Heemsen           | 24   | Valencia      |
| Yugoslavia                           | Lana Marić                          | 18   | Belgrado      |
| Zambia                               | Cynthia Chikwanda                   | 21   |               |
| Zimbabue                             | Brita Maseluthini                   | 21   |               |

## Sobre los países en Miss Mundo 1999

### Debut
- Escocia
- Gales

### Retiros
- Islas Vírgenes Británicas
- Taiwán
- Curazao
- Irlanda del Norte

### Regreso
- Guyana compitió por última vez en Miss Mundo 1989.
- Madagascar compitió por última vez en Miss Mundo 1990.
- Islandia compitió por última vez en Miss Mundo 1994.
- Sri Lanka compitió por última vez en Miss Mundo 1994.
- Bangladés compitió por última vez en Miss Mundo 1996.
- Rumania compitió por última vez en Miss Mundo 1996.
- Polinesia Francesa compitió por última vez en Miss Mundo 1996.
- Honduras compitió por última vez en Miss Mundo 1997.
- Letonia compitió por última vez en Miss Mundo 1997.
- Tailandia compitió por última vez en Miss Mundo 1997.